# Caritas in veritate
Caritas in veritate (in italiano: La carità nella verità) è una lettera enciclica  della Chiesa cattolica firmata da papa Benedetto XVI il 29 giugno 2009. Di carattere sociale, il documento si colloca nella tradizione della dottrina sociale della Chiesa cattolica, in continuità con le encicliche Populorum progressio (1967) di Paolo VI e Centesimus annus (1991) di Giovanni Paolo II. Al centro dell'enciclica è il tema dello sviluppo umano integrale, analizzato alla luce del principio cristiano secondo cui la carità, per essere autentica, deve radicarsi nella verità.
Destinata a confrontarsi con le sfide della globalizzazione, della crisi finanziaria del 2007-2008 e del progresso tecnologico, l'enciclica affronta questioni etiche, economiche, ambientali e culturali, proponendo un modello di sviluppo che tenga conto della dignità della persona, della giustizia sociale e del bene comune.

## Storia
L'enciclica sociale diffusa da Benedetto XVI sarebbe dovuta uscire nel marzo del 2008, in occasione del quarantesimo anniversario dalla pubblicazione dell'enciclica Populorum progressio (pubblicata da papa San Paolo VI nel marzo del 1967); tuttavia, il sopraggiungere della crisi economica nei primi mesi del 2008 ha richiesto la riscrittura di una parte dell'enciclica, facendo slittare la data di pubblicazione prevista fino al 29 giugno 2009, nella solennità dei Santi Apostoli Pietro e Paolo. Ulteriori problemi riguardanti la traduzione del testo in latino hanno fatto rimandare ulteriormente la diffusione al 7 luglio, nonostante il documento sia stato firmato dal Pontefice lo stesso 29 giugno.
Per la stesura dell'enciclica, in particolare per la sezione riguardante la crisi economica, il Papa si è avvalso della collaborazione non solo del Pontificio Consiglio della Giustizia e della Pace guidato dal cardinale Renato Raffaele Martino o di vescovi come monsignor Reinhard Marx, esperto di dottrina sociale, ma anche di economisti ed esperti di etica e finanza, come Stefano Zamagni ed Ettore Gotti Tedeschi.
Invitato dall'allora presidente del Senato Renato Schifani per il 28 luglio, il cardinale Bertone illustrò i contenuti dell'enciclica in una gremita Sala capitolare del Palazzo della Minerva.

## Il titolo
Il titolo dell'enciclica, Caritas in veritate (tratto dalle prime parole del testo latino), sebbene non costituisca direttamente una citazione dalla Bibbia, richiama l'espressione di san Paolo «veritas in caritate» (la verità nella carità). Nel documento è spiegato infatti che:
(§ 2)
Benedetto XVI spiega inoltre che lo stesso Gesù Cristo, indicato come «via, verità e vita» in Giovanni 14,6, secondo il Vangelo è stato, con la sua vita terrena e con la sua morte e resurrezione, «testimone» di carità nella verità:
(§ 1)
Per tale motivo, il Papa ribadì, in merito al summit del G8 appena conclusosi a L'Aquila pochi giorni dopo la diffusione dell'enciclica, la sua convinzione che «per quanto sia complessa l'attuale situazione nel mondo, la Chiesa guarda al futuro con speranza e ricorda ai cristiani che "l'annuncio di Cristo è il primo e principale fattore di sviluppo"».
Va tuttavia sottolineato con attenzione che "la carità nella verità" è concettualmente opposta alla dicitura "verità nella carità" (veritas in caritatem), la quale stravolgerebbe i principi fondanti, sia ermeneutici che antropologici, del messaggio cristiano, conducendolo sulla via perigliosa di un esistenzialismo ineluttabile, un temporalismo caro alle tesi di Heidegger contenute in Essere e Tempo, che risulterebbero fuorvianti rispetto al fondamento nella Verità della Carità. Non a caso, a contrastare l'intuizione di Benedetto XVI si richiama il motto episcopale del cardinale Kasper, figlio culturale del teologo Karl Rahner, vicino al pensiero heideggeriano, le cui tesi sono oggi particolarmente sentite nel pensiero di papa Francesco.

## Contenuto
L'introduzione dell'enciclica sottolinea come l'amore (Caritas) sia una fonte di energia che spinge le persone a impegnarsi nel mondo della giustizia e della pace. La carità, pertanto, è la via maestra della dottrina della Chiesa. Ma perché la carità non sia guidata dall'emotivismo, e pertanto svilita, ha bisogno di essere veritiera. La carità è la principale forza che fonda il vero sviluppo di ogni persona e dell'umanità intera. L'amore, chiamato da papa Benedetto XVI Caritas, è una forza straordinaria che incita le persone a impegnarsi con coraggio e generosità; la Caritas è infatti una forza che ha la sua origine in Dio. Tutti gli uomini percepiscono l'interiore impulso ad amare in modo vero e autentico: amore e verità non abbandonano mai totalmente l'uomo. La carità fornisce la vera essenza alla relazione con Dio e con il prossimo, come ad esempio nei rapporti amicali, sociali, economici, politici ecc.
La carità stessa va compresa, interiorizzata e praticata alla luce della verità, in quanto essa ha uno stretto collegamento con la verità, che è riconosciuta come l'espressione autentica dell'umanità. La carità è l'amore ricevuto e offerto, ed è grazia.

### Capitolo I: Il messaggio dellaPopulorum progressio
Il testo dell'enciclica, come confermato dalle prime righe del capitolo, radica il pensiero cattolico nell'enciclica Populorum progressio e nella tradizione della fede apostolica, che implica, come specificato dallo stesso Benedetto XVI in occasione del viaggio in Sud America nel maggio 2007, la rinuncia all'interesse personale e la ricerca di una posizione condivisa, pur nel rispetto della laicità del soggetto politico rispetto alla Chiesa.
Operare per il bene comune significa amare qualcuno e volergli bene. È il bene di noi tutti, quindi opposto al bene individuale. Volere il bene comune è un'esigenza di giustizia e carità. Ogni cristiano è chiamato a rispettare questo impegno verso la polis, una comunità che non è solo quella del nostro Paese ma del mondo, poiché con la globalizzazione si abbattono le barriere e tutti i Paesi formano la Città di Dio. Il Papa spiega che la carità nella verità è una forza che costruisce e costituisce la società. Essa favorisce la giustizia e incoraggia le persone a cercare il bene comune. L'enciclica invita a realizzare una società che si fondi sulla centralità della persona e sull'etica della responsabilità e della giustizia.
A tal proposito, papa Benedetto XVI invita la popolazione battezzata alla coerenza con i principi professati in modo inedito. Invero, secondo le parole di Paolo VI e della sua Populorum progressio, «tutta la Chiesa, in tutto il suo essere e il suo agire, quando annuncia, celebra e opera nella carità, è tesa a promuovere lo sviluppo integrale dell'uomo» e tale «autentico sviluppo dell'uomo», quando avvenga con le modalità sopra dichiarate, «riguarda unitariamente la totalità della persona in ogni sua dimensione». L'amore nella verità è una sfida per la Chiesa, la quale, attraverso la carità illuminata dalla luce della ragione e della fede, ottiene lo sviluppo. La carità, intesa come amore, non è solo un sentimento, ma deve essere basata sulla verità, poiché solo così può portare a un vero bene per l'uomo. La verità, infatti, permette alla carità di essere efficace e universale, evitando il rischio di diventare solo un aiuto temporaneo o limitato.
La motivazione di tale comportamento non può che ritrovarsi nella prospettiva della vita eterna: il Papa ricorda, in tal senso, che l'istituzione in sé non è garanzia di sviluppo, benessere e rispetto dell'uomo; solo questo sentimento consente di abbandonare la prospettiva che ci fa «vedere nell'altro sempre soltanto l'altro».
Del resto, la Chiesa ha, in un modo o nell'altro, sempre fornito un unico insegnamento in tal senso: in questo campo, il merito di Paolo VI sarebbe, secondo il Papa, quello di aver intravisto la globalità di tale sviluppo e di aver reinvestito la responsabilità umana di un ruolo che le era stato sottratto dallo sviluppo tecnico o dall'utopia del ritorno allo stato di natura.
Secondo il Pontefice, deve poi ristabilirsi il legame esistente fra vita etica e vita sociale, che non sarebbe corretto tenere separate; ciò è tanto più vero quando si pensi alla drammatizzazione delle vicende umane e dello scempio della vita nei contesti più degradati e deboli. Paragonando la vita etica alla carità e la vita sociale alla giustizia, Benedetto XVI afferma che, affinché vi sia una vera solidarietà, è necessario che esse coesistano senza annullarsi reciprocamente. Solo basandosi su questo principio si può costruire una società più umana e inclusiva, che non sia conservatrice.
Riprendendo poi il discorso della ricollezione e dello studio delle fonti della dottrina sociale della Chiesa, papa Benedetto si sofferma sul significato autentico del progresso come vocazione umana, un appello trascendente cui l'uomo non può e non sa rinunciare: in tal senso, nascerebbe l'esigenza di coniugare la tecnica al suo significato. Lo sviluppo umano, che pertanto «suppone la libertà responsabile», viene invece individuato come «illusorio messianismo carico di promesse» lo sviluppo privo del proprio significato trascendente.
La testimonianza di Cristo attraverso atti di giustizia e sviluppo è parte dell'evangelizzazione, in quanto a Gesù sta a cuore tutta l'umanità. Lo sviluppo umano integrale come vocazione esige anche che se ne rispetti la verità. La vocazione al progresso spinge gli uomini a «fare, conoscere e avere di più, per essere di più». Paolo VI spiega l'"essere di più" attraverso la connotazione dell'autentico sviluppo: esso deve essere integrale, quindi rivolto a tutti. La dottrina cristiana si occupa dello sviluppo senza tenere conto delle posizioni privilegiate, e il Vangelo è l'elemento fondamentale necessario a questo, in quanto all'interno di esso Cristo svela l'uomo. In tal senso, la dottrina cristiana ha il pregio di essere il viatico per questa affermazione integrale dello sviluppo umano. Il Vangelo, cioè, sarebbe elemento fondamentale dello sviluppo, perché in esso Cristo, «rivelando il mistero del Padre e del suo amore, svela anche pienamente l'uomo all'uomo». Infatti, «quando Dio viene eclissato, la nostra capacità di riconoscere l'ordine naturale, lo scopo e il "bene" comincia a svanire».
Il Papa conclude poi il capitolo evidenziando come «le cause del sottosviluppo non siano primariamente di ordine materiale». Papa Paolo VI riconduceva, nella sua enciclica, il problema del sottosviluppo di alcuni Paesi alla mancanza di fraternità, solidarietà e carità. Questi presupposti sono realizzabili soltanto accogliendo la vocazione di Dio Padre, il quale, amando incondizionatamente, ci ha insegnato la fraternità per mezzo del Figlio.
Paolo VI, nella sua Populorum progressio, ci invitava a ricercarle in altre dimensioni dell'uomo: nella volontà, prima di tutto, e nel pensiero, a ritroso, che non è in grado di orientare la volontà. Per questo, nel perseguimento dello sviluppo, servono «uomini di pensiero capaci di riflessione profonda, votati alla ricerca d'un umanesimo nuovo, che permetta all'uomo moderno di ritrovare se stesso».
Ancor di più, ciò che manca è la fraternità fra uomini e fra popoli: la globalizzazione, infatti, non ci rende automaticamente fratelli. La ragione, da sola, è in grado di cogliere l'uguaglianza tra gli uomini e di stabilire una convivenza civica tra loro, ma non riesce a fondare la fraternità. Questa ha origine da una vocazione trascendente di Dio Padre, che ci ha amati per primo, insegnandoci per mezzo del Figlio che cosa sia la carità fraterna:

### Capitolo II: Lo sviluppo umano nel nostro tempo
La sfida dell'interdipendenza interplanetaria ci pone davanti a «un impegno inedito e creativo, certamente molto vasto e complesso. Si tratta di dilatare la ragione e di renderla capace di conoscere e di orientare queste imponenti nuove dinamiche, animandole nella prospettiva di quella "civiltà dell'amore" il cui seme Dio ha posto in ogni popolo, in ogni cultura».
In questo senso:
- la politica, anche quella criminale («è auspicabile che crescano un'attenzione e una partecipazione più sentite alla res publica da parte dei cittadini», e ancora: «La corruzione e l'illegalità sono purtroppo presenti sia nel comportamento di soggetti economici e politici dei Paesi ricchi, vecchi e nuovi, sia negli stessi Paesi poveri. A non rispettare i diritti umani dei lavoratori sono a volte grandi imprese transnazionali e anche gruppi di produzione locale. Gli aiuti internazionali sono stati spesso distolti dalle loro finalità, per irresponsabilità che si annidano sia nella catena dei soggetti donatori sia in quella dei fruitori. Anche nell'ambito delle cause immateriali o culturali dello sviluppo e del sottosviluppo possiamo trovare la medesima articolazione di responsabilità. Ci sono forme eccessive di protezione della conoscenza da parte dei Paesi ricchi, mediante un utilizzo troppo rigido del diritto di proprietà intellettuale, specialmente nel campo sanitario. Nello stesso tempo, in alcuni Paesi poveri persistono modelli culturali e norme sociali di comportamento che rallentano il processo di sviluppo.»);
- il lavoro («Desidererei ricordare a tutti, soprattutto ai governanti impegnati a dare un profilo rinnovato agli assetti economici e sociali del mondo, che il primo capitale da salvaguardare e valorizzare è l'uomo, la persona, nella sua integrità: "L'uomo infatti è l'autore, il centro e il fine di tutta la vita economico-sociale"»);
- la cultura e la scienza («l'eclettismo culturale non può divenire appiattimento», e ancora: «Il sapere umano è insufficiente e le conclusioni delle scienze non potranno indicare da sole la via verso lo sviluppo integrale dell'uomo. C'è sempre bisogno di spingersi più in là: lo richiede la carità nella verità. Andare oltre, però, non significa mai prescindere dalle conclusioni della ragione né contraddire i suoi risultati. Non c'è l'intelligenza e poi l'amore: ci sono l'amore ricco di intelligenza e l'intelligenza piena di amore»);
- i bisogni primari («È necessario, pertanto, che maturi una coscienza solidale che consideri l'alimentazione e l'accesso all'acqua come diritti universali di tutti gli esseri umani, senza distinzioni né discriminazioni»);
- la tutela della vita («Quando una società s'avvia verso la negazione e la soppressione della vita, finisce per non trovare più le motivazioni e le energie necessarie per adoperarsi a servizio del vero bene dell'uomo. Se si perde la sensibilità personale e sociale verso l'accoglienza di una nuova vita, anche altre forme di accoglienza utili alla vita sociale si inaridiscono»);
- la libertà di religione e la metafisica quale collante delle discipline («Quando lo Stato promuove, insegna, o addirittura impone, forme di ateismo pratico, sottrae ai suoi cittadini la forza morale e spirituale indispensabile per impegnarsi nello sviluppo umano integrale e impedisce loro di avanzare con rinnovato dinamismo nel proprio impegno per una più generosa risposta umana all'amore divino», ed ancora: «L'"allargamento del nostro concetto di ragione e dell'uso di essa" è indispensabile per riuscire a pesare adeguatamente tutti i termini della questione dello sviluppo e della soluzione dei problemi socio-economici»);
- l'economia («È richiesta una nuova e approfondita riflessione sul senso dell'economia e dei suoi fini, nonché una revisione profonda e lungimirante del modello di sviluppo, per correggerne le disfunzioni e le distorsioni. Lo esige, in realtà, lo stato di salute ecologica del pianeta; soprattutto lo richiede la crisi culturale e morale dell'uomo, i cui sintomi da tempo sono evidenti in ogni parte del mondo»).

Armoniosamente integrandosi, questi ambiti possono dare vita a uno sviluppo vero.

### Capitolo III: Fraternità, sviluppo economico e società civile
L'enciclica approfondisce i diversi aspetti del rapporto tra carità, verità ed economia. Il capitolo terzo si concentra sull'importanza del dono come esperienza fondamentale per l'uomo, reso possibile dalla "carità nella verità". L'essere umano, spesso caratterizzato dalla presunzione di essere l'unico artefice della propria vita e società, è spinto a ritenersi autosufficiente, immaginando di poter eliminare ogni male dalla storia attraverso il progresso materiale e sociale. Tuttavia, questa visione ha portato a una concezione distorta dell'economia e della giustizia.
Il testo, inoltre, critica l'idea di un'economia completamente autonoma e mette in luce come l'abuso dello strumento economico abbia compromesso la giustizia sociale, alimentando la sfiducia degli individui nei confronti dei sistemi economici. La speranza cristiana, secondo l'enciclica, è diventata debole e incapace di orientare le azioni umane. La "carità nella verità" viene proposta come forza unificante per creare comunità, ma essa non può assicurare la fraternità senza un fondamento etico.
L'enciclica descrive il mercato come un'istituzione economica che regola lo scambio di beni e servizi attraverso contratti basati sulla giustizia commutativa, la quale impone di restituire ciò che è stato tolto o danneggiato. Tuttavia, la Chiesa cattolica sottolinea l'importanza della giustizia distributiva e sociale, poiché il mercato, privo di solidarietà e fiducia reciproca, non può adempiere pienamente alla propria funzione economica. Paolo VI, citato nel testo, afferma che i poveri non devono essere considerati un peso, bensì una risorsa, anche dal punto di vista economico.
Il documento richiama l'attenzione sull'uso etico dell'economia e della finanza, sottolineando che, sebbene siano strumenti intrinsecamente buoni, il loro utilizzo egoistico può trasformarli in elementi di oppressione. Per affrontare questa sfida, l'enciclica propone l'integrazione dei principi di gratuità e solidarietà nell'attività economica tradizionale, mantenendo come guida il bene comune.
Un altro tema centrale è il rapporto tra economia e autorità politica. L'enciclica ribadisce che l'integrazione economica globale non elimina il ruolo dello Stato, il quale rimane cruciale, soprattutto nei momenti di crisi. Papa Benedetto XVI evidenzia la necessità di una cooperazione internazionale che non si limiti a interventi economici, ma che favorisca lo sviluppo integrale dei popoli, mantenendo lo stato di diritto e promuovendo un benessere globale.
La globalizzazione, secondo l'enciclica, deve essere guidata dalla ragione e ispirata alla carità e alla verità, per orientare il progresso verso l'unità della famiglia umana. L'enciclica richiama l'attenzione sulle disuguaglianze economiche globali, sostenendo che la distribuzione iniqua della ricchezza alimenta la miseria e richiede l'abbandono di progetti egoistici da parte degli Stati.
L'enciclica si collega agli insegnamenti della Rerum Novarum e della Populorum progressio, che auspicavano un mondo in cui tutti potessero "dare e ricevere" senza ostacolarsi a vicenda. Tuttavia, i processi economici e sociali dell'epoca moderna hanno messo in crisi questa visione, richiedendo una "nuova e approfondita riflessione sul senso dell'economia e dei suoi fini".

### Capitolo IV: Sviluppo dei popoli, diritti e doveri, ambiente
Nel capitolo IV dell'enciclica, papa Benedetto XVI affronta temi quali lo sviluppo umano, la giustizia sociale, la tutela dell'ambiente e la globalizzazione. L'approccio del Pontefice si basa sulla convinzione che il progresso autentico debba tenere conto non solo dei diritti dell'uomo, ma anche dei suoi doveri, proponendo un uso responsabile delle risorse naturali e radicandosi in principi etici e solidali.
Un punto fondamentale dell'enciclica è la visione di uno sviluppo integrale dell'uomo, che non si limiti a soddisfare i bisogni materiali, ma consideri anche quelli spirituali. Secondo Benedetto XVI, il progresso umano richiede un equilibrio tra diritti e doveri, perché ogni diritto individuale implica una responsabilità nei confronti degli altri e della società. Questo approccio, orientato al bene comune, mira a una crescita che non si esaurisca in meri miglioramenti economici, ma promuova una vera giustizia sociale.
Un altro tema centrale è la globalizzazione, che viene descritta come un processo ambivalente. Sebbene offra nuove opportunità, essa può anche generare profonde disuguaglianze. Per evitare che le logiche economiche prevalgano sui diritti umani, Benedetto XVI propone che l'interconnessione globale sia guidata dai principi di solidarietà e giustizia. La globalizzazione, spiega, può effettivamente favorire il bene comune, ma solo se accompagnata da politiche giuste ed eque; diversamente, rischia di beneficiare pochi privilegiati a scapito dei più deboli.
Anche il progresso tecnologico viene analizzato nel contesto dello sviluppo umano. La tecnologia, sottolinea il Papa, deve essere uno strumento a servizio di tutta l'umanità, non solo di pochi. Pur riconoscendone il potenziale emancipatore, Benedetto XVI mette in guardia contro i rischi di sfruttamento e divisione sociale, ribadendo l'importanza di orientare l'innovazione tecnologica verso il rispetto della dignità della persona e la promozione di solidarietà e inclusione.
Il capitolo tocca inoltre il tema della finanza, criticando le pratiche speculative che aumentano le disuguaglianze e destabilizzano l'economia globale. Benedetto XVI invoca una riforma dei sistemi finanziari, promuovendo una finanza etica capace di sostenere progetti orientati al progresso umano. Solo così sarà possibile garantire una giustizia sociale reale, evitando che il profitto a breve termine danneggi il bene comune.
Le istituzioni, siano esse governative, non governative o imprenditoriali, assumono un ruolo cruciale nella visione del Pontefice. Esse devono impegnarsi per costruire un'economia al servizio della persona, sostenendo riforme orientate all'equità e alla solidarietà tra i popoli. Benedetto XVI invita a una cooperazione internazionale che sia capace di promuovere uno sviluppo equilibrato e sostenibile.
Un aspetto di grande rilevanza nell'enciclica è il rapporto tra l'uomo e la natura. Benedetto XVI ricorda che l'ambiente, in quanto dono di Dio, deve essere rispettato e custodito, sia per senso di responsabilità verso i poveri, sia in vista delle generazioni future. La natura non deve essere né adorata come un tabù intoccabile, né sfruttata indiscriminatamente. L'uomo è chiamato a gestire le risorse naturali con moderazione e rispetto, evitando eccessi in entrambe le direzioni.
Particolare attenzione è rivolta alla gestione delle risorse energetiche. Il Papa denuncia la tendenza dei Paesi più ricchi a monopolizzare tali risorse, ostacolando il progresso delle nazioni più povere. Benedetto XVI sottolinea la necessità morale di una maggiore solidarietà tra le nazioni, auspicando una redistribuzione più equa delle risorse energetiche. Egli invita inoltre le società sviluppate a ridurre i propri consumi energetici, sia attraverso l'innovazione tecnologica, sia mediante una maggiore consapevolezza ecologica.
Infine, il Papa pone l'accento sulla responsabilità morale verso le generazioni future, ribadendo che la tutela dell'ambiente non è solo una questione di rispetto per la natura, ma un dovere etico per garantire la vivibilità del pianeta. Questo impegno deve essere guidato dalla carità e dalla verità, i due pilastri che, secondo Benedetto XVI, orientano l'uomo verso un progresso autentico. La carità, infatti, non può prescindere dalla verità, che la protegge da derive sentimentali e la rende una forza concreta per la costruzione di una società più giusta.
Il capitolo si conclude con un invito a promuovere uno sviluppo umano integrale, che valorizzi ogni dimensione della persona. Solo integrando gli aspetti morali e spirituali con quelli materiali, spiega il Pontefice, è possibile costruire una società fondata sul bene comune e sul rispetto della dignità umana.

### Capitolo V: La collaborazione della famiglia umana
Il capitolo sottolinea la centralità della relazionalità nello sviluppo umano integrale. La solitudine è identificata come una forma primaria di povertà, e la comunione tra i popoli come fondamento di un autentico progresso. Benedetto XVI richiama la dimensione spirituale dell'uomo e la necessità di una visione ispirata alla Trinità, in cui unità e differenze si integrano armonicamente. Viene ribadito il ruolo delle religioni, in particolare del cristianesimo, nel promuovere la giustizia e la pace, e si auspica una presenza attiva della fede nello spazio pubblico, senza cadere nel fondamentalismo o nel laicismo radicale.
Il principio di sussidiarietà viene proposto come criterio guida per il governo della globalizzazione, in equilibrio con la solidarietà. L'enciclica insiste sulla necessità di aiuti internazionali partecipati e orientati alla crescita delle risorse umane, e valorizza l'educazione, la cooperazione culturale, il giusto commercio agricolo e la responsabilità dei consumatori. Viene riconosciuto il contributo positivo dei migranti allo sviluppo, mentre il lavoro dignitoso è ribadito come diritto universale.
Infine, il capitolo auspica una riforma dell'architettura politica ed economica globale e la creazione di un'autorità politica mondiale, regolata dal diritto e ispirata ai principi della dottrina sociale cattolica, in grado di promuovere uno sviluppo umano integrale nel rispetto della sussidiarietà e del bene comune.

### Capitolo VI: Lo sviluppo dei popoli e la tecnica
Il capitolo affronta il rapporto tra sviluppo umano e progresso tecnologico, evidenziando i rischi di una tecnocrazia disumanizzante. Benedetto XVI riconosce il valore della tecnica come espressione del genio umano e strumento per migliorare la vita, ma sottolinea che essa non può sostituirsi alla dimensione etica e spirituale dell'uomo. Quando la tecnica diventa misura assoluta del vero e del possibile, si genera una visione riduttiva dello sviluppo, che rischia di perdere di vista il bene comune.
Viene criticata la tendenza a trattare sviluppo e pace come problemi unicamente tecnici o burocratici, privi di un'anima etica. Allo stesso modo, i mezzi di comunicazione, se privati di un fondamento antropologico e orientati solo al profitto o al potere ideologico, non promuovono autenticamente la dignità dell'uomo. Particolare attenzione è rivolta alla bioetica, campo cruciale in cui si gioca il significato stesso dello sviluppo: l'assolutizzazione della tecnica minaccia la dignità umana con derive eugenetiche e logiche di esclusione.
Il Papa richiama la necessità di un pensiero capace di riconoscere l'anima e la vocazione spirituale dell'uomo, oltre la materia. Solo un'etica fondata sulla verità e un'antropologia integrale possono garantire uno sviluppo autentico. La crescita dei popoli non può avvenire senza lo sviluppo interiore delle persone: senza Dio, lo sviluppo diventa alienazione.

### Conclusione
Nella conclusione, Benedetto XVI riafferma che senza Dio non è possibile un autentico sviluppo umano, poiché l'uomo non può comprendere pienamente se stesso né il proprio destino. L'enciclica invita a riscoprire un umanesimo cristiano fondato sull'amore e sulla verità, in grado di generare giustizia, solidarietà e speranza. Lo sviluppo richiede cuori rinnovati e una vita spirituale radicata nella fede, nella preghiera e nell'apertura all'altro. Il Papa sottolinea che solo un umanesimo aperto all'Assoluto può guidare la società verso forme di convivenza giuste e durevoli. L'appello finale è alla carità autentica, vissuta nella verità, come forza trasformatrice capace di rendere la vita sulla terra più degna dell'uomo e conforme al disegno di Dio.

## Encicliche richiamate
Le encicliche richiamate nel documento sono:
- Populorum progressio (papa Paolo VI)
- Pacem in Terris (papa Giovanni XXIII)
- Sollicitudo Rei Socialis (papa Giovanni Paolo II)
- Deus caritas est (papa Benedetto XVI)
- Laborem Exercens (papa Giovanni Paolo II)
- Centesimus annus (papa Giovanni Paolo II)
- Evangelium vitae (papa Giovanni Paolo II)
- Rerum novarum (papa Leone XIII)
- Redemptor hominis (papa Giovanni Paolo II)

Vi sono, inoltre, numerose citazioni della costituzione pastorale Gaudium et spes del Concilio Vaticano II.

## Accoglienza e reazioni
Piero Sansonetti, il giorno dopo l'uscita dell'enciclica, ha scritto un editoriale intitolato «Talvolta anche il papa ha ragione», in cui afferma che «Benedetto XVI ripropone la carità [...] come pilastro essenziale del Cristianesimo e sviluppa una critica molto forte del sistema di mercato per il modo come si è venuto affermando in questi decenni».
In un articolo apparso su L'Osservatore Romano, il direttore della Banca d'Italia Mario Draghi ha fatto proprie le tesi del papa, spiegando che:
(M. Draghi, Non c'è vero sviluppo senza etica)
Il politologo e teorico dell'economia Michael Novak, dalle pagine del quotidiano Liberal, ha affermato di preferire al documento di Benedetto XVI l'enciclica Centesimus Annus, sostenendo che «Giovanni Paolo II aveva affrontato la crisi del sistema più chiaramente» e che «la tradizione cattolica sembra porre ancora troppo l'accento sulla carità, la virtù e la giustizia e non si concentra abbastanza sui metodi per sconfiggere il peccato dell'uomo».
L'economista e Premio Nobel Paul Samuelson ha commentato positivamente l'enciclica, sostenendo che «il Papa con la sua enciclica sta cercando di riportarci a una realtà che potrebbe diventare più vivibile con un ritorno all'etica nella finanza».